# Lenguas oceánicas del norte de Nueva Guinea
Las lenguas oceánicas de Nueva Guinea septentrional de Papúa Nueva Guinea e Indonesia es una agrupación lingüística de las lenguas oceánicas occidentales.

## Clasificación
De acuerdo con Lynch, Ross & Crowley (2002) estas lenguas pueden dividirse en cuatro grupos, el parentesco filogenético directo del Sarmi y el Jayapura no está todavía demostrado:
- ? Sarmi-Bahía de Jayapura
- Schouten
- Golfo de Huon
- Ngero-Vitiaz